# Maviblau
Maviblau (türkisch mavi für 'blau') ist ein türkisch-deutsches Onlinemagazin mit Redaktionen in Istanbul und Berlin. Schwerpunkte des Magazins sind Kunst, Kultur und Gesellschaft zwischen der Türkei und den deutschsprachigen Ländern.

## Geschichte
Ursprünglich entstand Maviblau im August 2014 aus dem Wunsch heraus, eine Plattform zu schaffen, die den vielen Facetten der deutsch-türkischen Kultur Raum gibt. Seit März 2015 werden mehrfach wöchentlich Artikel auf der Webseite des Magazins veröffentlicht. Seit dem Sommer 2016 bietet die Plattform ihre Artikel auch in türkischer Sprache an.
Neben dem redaktionellen Teil veranstaltet Maviblau auch Projekte und kulturelle Veranstaltungen in Istanbul und Deutschland. Hierzu tritt Maviblau als Plattform auf, um unterschiedliche Kooperationspartner miteinander zu verbinden. Eine gemeinsam mit einem Theater in Kadıköy entwickelte Leseperformance wurde in Istanbul uraufgeführt und tourt 2018 durch Deutschland.
Durch die Kooperation mit dem Goethe-Institut Istanbul konnte eine weitere Plattform ins Leben gerufen werden, die sich der gemeinsamen Vergangenheit von Türken und Deutschen in Form einzelner Spuren widmet.
Im April 2020 erschien das von Navid Linnemann konzipierte Maviblau-Sachbuch „Şimdi heißt jetzt“ im Verlag Slanted Publishers. Darin nähern sich 15 subjektive Geschichten dem Alltagsleben in der Türkei an. Aufgrund der von Eva Feuchter erstellten Illustrationen und Gestaltung des Buches erhielt es den Designpreis Rheinland-Pfalz 2018 und schaffte es 2020 auf die Shortlist der von der Stiftung Buchkunst gewählten schönsten Bücher Deutschlands.

## Inhalt und Ziele
Das Onlinemagazin möchte neue Perspektiven eröffnen, um Vorurteile in der Gesellschaft abzubauen. Interkulturelle Kommunikation und kulturelle Vielfalt sollen ebenso gefördert werden. Ziel ist eine stärkere Präsenz des deutsch-türkischen Kunst- und Kulturaustauschs in den Medien und in der Gesellschaft.

## Redaktion
Das ehrenamtlich tätige Team von Maviblau besteht aus über 40 meist jungen Menschen. Darunter sind Studierende, Journalisten, Fotografen und Kulturwissenschaftler, die aus unterschiedlichen Gründen eine Nähe zur türkischen Kultur haben und ihre Leidenschaft und Expertise durch dieses Projekt mit anderen teilen.